# Tóru Sano
Tóru Sano (* 15. listopad 1963) je bývalý japonský fotbalista.

## Klubová kariéra
Hrával za Yokohama Marinos.

## Reprezentační kariéra
Tóru Sano odehrál za japonský národní tým v letech 1988–1990 celkem 9 reprezentačních utkání.

## Statistiky
| Japonsko | Japonsko | Japonsko |
| Roky     | Záp.     | Góly     |
| -------- | -------- | -------- |
| 1988     | 5        | 0        |
| 1989     | 1        | 0        |
| 1990     | 3        | 0        |
| Celkem   | 9        | 0        |